# Patti LuPone
Patti Ann LuPone (Northport, 1949. április 21. –) háromszoros Tony-díjas amerikai színésznő és énekesnő.
A legismertebb alakítása Avis Amberg a Hollywood című sorozatban.

## Fiatalkora
1949. április 21-én született Northportban, olasz-amerikai szülők gyermekeként. Édesanyja, Angela Louise, könyvtári adminisztrátor volt a Long Islandi Egyetem, míg édesapja, Orlando Joseph LuPone angoltanárként dolgozott a Huntington-i Walt Whitman középiskolában. Távoli rokona volt a 19. századi, spanyol származású olasz operaénekesnő, Adelina Patti. Édesapja családja Abruzzoból, édesanyja családja pedig Szicíliából származott.  Bátyja, Robert LuPone, Tony-díjra jelölt színész, táncos és rendező.
Juilliard Dráma Tagozatának első végzős osztályába tartozott. 1972-ben szerezte meg a Szépművészeti Alapdiplomát a Juilliardon.

## Pályafutása
1971-től kezdett el színészkedni. Számtalan színdarabban szerepelt. 1987-ben a  L.B.J.: A korai évek című tévéfilmben szerepelt. Első komolyabb tévés szerepe Az élet megy tovább-ban volt. 1996 és 1997 között az Esküdt ellenségek című sorozatban szerepelt.
2003-ban szerepelt az Oz című sorozat utolsó évadában. 2005-ben saját magát alakította a Will és Grace című sorozat. 2007-ben a Ki ez a lány? című sorozatban Mrs. Weiner karakterét alakította.
2011-ben a Glee – Sztárok leszünk! című sorozatban tűnt fel. Még ebben az évben szerepelt az Újrakezdés című filmben. 2013-ban a Parker című filmben szerepelt. 2013 és 2014 között az Amerikai Horror Story: Boszorkányok című sorozatban Joan Ramsey-t alakította. 2016-ban a Steven Universe című sorozatban Sárga Gyémántot szinkronizálta. A karaktert a későbbi Steven Universe: A film című filmben, valamint, a Steven Universe: Az új világban is megszólaltatta. 2020-ban szerepelt a Hollywood című Ryan Murphy által készített Netflix-sorozatban.
2023-ban Mona-t, Beau édesanyját alakította Ari Aster szürrealista horrorfilmjében, a Amitől félünkben. 2024-ben Lilia Calderu, egy évszázadok óta élő, jövőbelátó képességekkel rendelkező boszorkány szerepét alakította a Marvel-moziuniverzum Mindvégig Agatha című Disney+ sorozatában.

## Magánélete
Matthew Johnston felesége, akivel 1988. december 12-én házasodtak össze a Lincoln Center Vivian Beaumont Színházának színpadán. Egy közös gyermekük van. A 70-es években hét évig járt Kevin Kline színésszel.

## Filmográfia

### Film
| Év   | Magyar cím               | Eredeti cím                  | Szerep                 | Magyar hang       |
| ---- | ------------------------ | ---------------------------- | ---------------------- | ----------------- |
| 1979 | Meztelenek és bolondok   | 1941                         | Lydia Hedberg          | Sági Tímea        |
| 1982 | Bosszúhadjárat           | Fighting Back                | Lisa D'Angelo          | Farkasinszky Edit |
| 1985 | A kis szemtanú           | Witness                      | Elaine Book            | Prókai Annamária  |
| 1986 | Nagyokosok               | Wise Guys                    | Wanda Valentini        | Biró Anikó        |
| 1989 | Miss Daisy sofőrje       | Driving Miss Daisy           | Florine Werthan        | Vándor Éva        |
| 1993 | Tragikus szenvedély      | Family Prayers               | Nan néni               | Földi Teri        |
| 1999 |                          | The 24 Hour Woman            | Joan Marshall          |                   |
| 1999 | Egy sorozatgyilkos nyara | Summer of Sam                | Helen                  |                   |
| 2000 | Ennyi!                   | State and Main               | Sherry Bailey          |                   |
| 2001 | Az arany markában        | Heist                        | Betty Croft            |                   |
| 2002 | Az igazság órája         | City by the Sea              | Maggie                 | Román Judit       |
| 2011 |                          | Company                      | Joanne                 |                   |
| 2011 | Újrakezdés               | Union Square                 | Lucia                  |                   |
| 2013 | Parker                   | Parker                       | Ascension              | Tóth Judit        |
| 2016 | A komédia császára       | The Comedian                 | Flo Berkowitz          | Bertalan Ágnes    |
| 2019 |                          | Cliffs of Freedom"'          | Yia-Yia                |                   |
| 2019 | Steven Universe: A film  | Steven Universe: The Movie   | Sárga Gyémánt (hangja) |                   |
| 2019 | Múlt karácsony           | Last Christmas               | Joyce                  | Kocsis Mariann    |
| 2022 | Jók és Rosszak Iskolája  | The School for Good and Evil | Mrs. Deauville         | Mohácsi Nóra      |
| 2023 | Amitől félünk            | Beau Is Afraid               | Mona Wassermann        |                   |

### Televízió
| Év         | Magyar cím                                   | Eredeti cím                       | Szerep                             | Megjegyzések                                                                  |
| ---------- | -------------------------------------------- | --------------------------------- | ---------------------------------- | ----------------------------------------------------------------------------- |
| 1979       |                                              | The Time of Your Life             | Kitty Duval                        | tévéfilm                                                                      |
| 1987       |                                              | Cowboy Joe                        | Linda Tidmunk                      | tévéfilm                                                                      |
| 1987       | L.B.J.: A korai évek                         | LBJ: The Early Years              | Lady Bird Johnson                  | tévéfilm                                                                      |
| 1989–1993  | Az élet megy tovább                          | Life Goes On                      | Elizabeth "Libby" Thatcher         | - 83 epizód - magyar hangja - Andresz Kati                                    |
| 1992       |                                              | The Water Engine                  | Rita Lang                          | tévéfilm                                                                      |
| 1993, 1998 | Frasier – A dumagép                          | Frasier                           | Pam (hangja) / Zora Crane          | 2 epizód                                                                      |
| 1995       |                                              | The Song Spinner                  | Zantalalia                         | tévéfilm                                                                      |
| 1996       |                                              | Remember WENN                     | Grace Cavendish                    | 1 epizód                                                                      |
| 1996–1997  | Esküdt ellenségek                            | Law & Order                       | Ruth Miller                        | 2 epizód                                                                      |
| 1999       |                                              | Wine critic                       | borkritikus                        | 1 epizód                                                                      |
| 2001       | Angyali érintés                              | Touched by an Angel               | Alice Dupree                       | 1 epizód                                                                      |
| 2002       | A sportriporter                              | Monday Night Mayhem               | Emmy Cosell                        | tévéfilm                                                                      |
| 2003       |                                              | In-Laws                           | Rochelle Landis                    | 1 epizód                                                                      |
| 2003       | Oz                                           | Oz                                | Stella Coffa                       | 7 epizód                                                                      |
| 2004       |                                              | Live from Lincoln Center          | Fosca                              | 1 epizód                                                                      |
| 2004       | Will és Grace                                | Will & Grace                      | önmaga                             | 1 epizód                                                                      |
| 2007       | Ki ez a lány?                                | Ugly Betty                        | Mrs. Weiner                        | 1 epizód                                                                      |
| 2009–2012  | A stúdió                                     | 30 Rock                           | Sylvia Rossitano                   | 3 epizód                                                                      |
| 2011       | Glee – Sztárok leszünk!                      | Glee                              | önmaga                             | 1 epizód                                                                      |
| 2012       | Katonafeleségek                              | Army Wives                        | Ms. Galassini                      | 1 epizód                                                                      |
| 2013–2014  | Amerikai Horror Story: Boszorkányok          | American Horror Story: Coven      | Joan Ramsey                        | - 4 epizód - magyar hangja - Andresz Kati                                     |
| 2014       | Csajok                                       | Girls                             | önmaga                             | 2 epizód                                                                      |
| 2015       | Esküdt ellenségek: Különleges ügyosztály     | Law & Order: Special Victims Unit | Lydia Lebasi                       | 1 epizód                                                                      |
| 2015–2016  | Londoni rémtörténeteky                       | Penny Dreadful                    | Joan Clayton / Dr. Florence Seward | - főszereplő - magyar hangja - Andresz Kati                                   |
| 2016–2019  | Steven Universe                              | Steven Universe                   | Sárga Gyémánt (hangja)             | - 8 epizód - magyar hangja - Bertalan Ágnes (1. hang) - Csere Ágnes (2. hang) |
| 2017       |                                              | Crazy Ex-Girlfriend               | Rabbi Shari                        | 1 epizód                                                                      |
| 2017       | BoJack Horseman                              | BoJack Horseman                   | Mimi Stilton (hangja)              | 1 epizód                                                                      |
| 2017–2021  | Vampirina                                    | Vampirina                         | Nagyi (hangja)                     | - 19 epizód - magyar hangja - Nádasi Veronika                                 |
| 2018       | Anyák gyöngye                                | Mom                               | Rita                               | 1 epizód                                                                      |
| 2019       | A Simpson család                             | The Simpsons                      | Cheryl Monroe (hangja)             | 1 epizód                                                                      |
| 2019       | A póz                                        | Pose                              | Ms. Frederica Norman               | 5 epizód                                                                      |
| 2020       | Steven Universe: Az új világ                 | Steven Universe Future            | Sárga Gyémánt (hangja)             | 2 epizód                                                                      |
| 2020       | Hollywood                                    | Hollywood                         | Avis Amberg                        | 8 epizód                                                                      |
| 2020       | Los Angeles-i rémtörténetek: Angyalok városa | Penny Dreadful: City of Angels    | vokalista                          | 1 epizód                                                                      |
| 2021       |                                              | Central Park                      | Roberta McCullough (hangja)        | 1 epizód                                                                      |
| 2021       | Csé, mint család                             | F Is for Family                   | Nora Murphy (hangja)               | 3 epizód                                                                      |
| 2022       | Amerikai Horror Story: New York              | American Horror Story: NYC        | Kathy Pizazz                       | 5 epizód                                                                      |
| 2024       | Mindvégig Agatha                             | Agatha All Along                  | Lilia Calderu                      | - főszereplő - magyar hangja - Hámori Ildikó                                  |